# Ігнац Ефруссі
Барон Ігнац Ефруссі (англ. Ignace von Ephrussi) (16 березня 1829, Бердичів — 31 травня 1899, Відень) — австрійський банкір. Консул Швеції та Норвегії в Одесі (1857-1882).

## Життєпис
У 1856 році Ігнац Ефруссі заснував у Відні банк Ephrussi & Co, який в наступні роки значно розширив свою ділову активність, відкривши філії в Парижі і Лондоні.
У 1870 році помер його брат Леон Ефруссі, і до кінця 1870-х керівництво банкірським будинком в Одесі перейшло до Ігнацію. До цього часу практично все сімейство Ефруссі перебралося на постійне проживання в Європу і роль Одеси у їхніх справах поступово пішла на другий план. Внаслідок цього в 1882 році брати Ефруссі вирішили завершити свою діяльність в Одесі і перевести свій торговий дім з Одеси до Відня. Однак ділові зв'язки і одеські партнери як і раніше продовжували відігравати велику роль в їх комерційних справах. При закритті одеського відділення банкірського дому всі його колишні співробітники отримали щедру допомогу. Одеська преса повідомляла:

«Вчора укладена ліквідація справ одного з найстаріших місцевих банкірських будинків» Ефруссі і К ° ". Всі, що служили в конторі банкірського дому, отримують більш-менш значну винагороду", а ті, хто пропрацював не менше 15-20 років, "отримують довічну пенсію, що дорівнює повному або половинному розміру одержуваної ними платні. — 
У Відні складали легенди про багатство Ігнація Ефруссі. Городяни говорили, що він був неймовірно багатий навіть за мірками інших аж ніяк не бідних єврейських банкірів, а вони становили в Австрії 71 % від їх загальної чисельності. Дійсно Ігнацій Ефруссі володів одними з найбільших за величиною активами в Австрії.
Прагнучи виділитися серед своїх колег, Ігнацій Ефруссі звів розкішний палац на Рингштрассе («Кільцева вулиця»), яку назвали Sionstrasse («Сіонська вулиця»). По завершенню будівництва палацу його господарів обслуговувало 17 слуг. Палац прикрашала величезна колекція творів мистецтва. Також відвідувачі палацу відзначали золотий обідній сервіз з вигравіруваним подвійний «Е». Одночасно йшло будівництво іншої комерційної і житлової нерухомості, в тому числі особняка на рю де Монсо.
Крім палаців у Відні Ігнацій був власником кількох банківських будівель по всій країні. Згідно з бухгалтерськими документами від 1899 року, його віденські активи становили понад 3 мільйони флоринів, що відповідає приблизно 200 мільйонам сучасних доларів, з яких 70 % — цінних паперів, 23 % — нерухомість, 5 % — твори мистецтва і ювелірні вироби і 2 % — золото.
Після затоплення австрійської столиці в 1862 році Ігнацій позичив уряду необхідні кошти для будівництва набережних і мостів через Дунай. Імператор Австрії Франц Йосиф I, відзначаючи заслуги Ігнація Ефруссі, надав йому титул барона.
Крім чуток про розмір багатства, Ігнацій Ефруссі був відомий і як великий шанувальник жінок. Навіть перед смертю, що сталася 3 червня 1899 року в палаці Ефруссі у Відні, його за одну руку тримала його невістка Амелія, а за іншу — коханка.

## Родина
11 листопада 1855 він одружився з француженкою Емілі Поргес (1836—1900) — дочкою банкіра празького походження Ефраїма Поргеса. У шлюбі народилося троє дітей: Віктор (1860—1945), Стефан (1856—1911) і Анна (1859—1889).